# Jahta
Jahta (od engleskog: yacht, izvorno iz nizozemskog: jacht) manje je ili veće plovilo koje služi za rekreaciju, sport i nautički turizam. Originalnu definiciju jahte dala je nizozemska mornarica, koja se služila malim i brzim plovilima kako bi spriječila piratstvo u svojim vodama. 
Prema hrvatskome Pomorskom zakoniku, „jahta jest plovni objekt za sport i razonodu, neovisno o tome koristi li se za osobne potrebe ili za gospodarsku djelatnost, a čija je duljina trupa veća od 15 metara i koji je namijenjen za dulji boravak na moru, te koji je osim posade ovlašten prevoziti do 12 putnika”.

## Vrsta jahti
Jahte se prema izgledu, načinu plovidbe i veličini dijele na nekoliko vrsta.
Jedna od najpopularnijih vrsta jahti su jedrilice svih veličina i oblika. Sam naziv jedrilica govori da ova vrsta jahti kao pogon koristi jedra pričvršćena na jarbole, koja kad su podignuta i zategnuta, pod naletom vjetra pogone ovo plovilo. Jedrilice osim ovog pogona najčešće imaju i motorni pogon. 
Jedrilice se razlikuju po obliku pa tako postoje jednotrupne jedrilice, katamarani, trimarani itd. Izrađene su od plastike, drva ili metala a dužina im varira od 6 pa do 30 metara.
Druga jako popularna vrsta jahti je motorne jahta koja kao pogon koristi isključivo snagu svojih motora. Ove jahte su kao i jedrilice izrađene od metala, plastike i drva, a dužina im iznosi od 9 pa čak do preko 100 metara (megajahte).

## Jedrilice

### Jedrilice za jednodnevna krstarenja
U ovu skupinu spadaju uglavnom mala plovila ispod 6 metara (20 stopa) dužine. Ponekad su nazivani čamci za jedrenje te najčešće imaju uvlačivu kobilicu. Suvremene jahte ovakvog tipa nemaju kabine za spavanje jer su dizajnirane za izlete koji traju par sati ili cijeli dan. Mogu imati improvizirane polukabine koje štite putnike od vjetra ili pružaju mogućnost privremenog skladištenja opreme.

### Jedrilice za vikend krstarenja
Dužina ovih jahti prosječno iznosi od 8 do 9,5 metara (31 stopa). Mogu imati mobilnu ili duplu kobilicu koja im omogućava da plove u lošijim vremenskim uvjetima, odnosno da ih se izvuče na kopno. Ovakve jahte napravljene su za kratka putovanja od 2 do 3 dana te uglavnom imaju jednostavne kabine i mali salon za opuštanje i jelo. Kapacitet im je najčešće od 2 do 5 osoba. Zbog male dužine i širine imaju ograničen kapacitet nošenja hrane, vode i goriva. 

### Jedrilice za krstarenja
Dužina ovih jahti prosječno iznosi od 7 do 14 metara (23 – 46 stopa). Jahte za krstarenje su najčešći tip jahti u privatnom vlasništvu, a one mogu imati jednostavan ili kompliciran dizajn. Imaju nešto veće i prostranije kabine od manjih jahti te mogu nositi više hrane, vode i goriva pa su stoga pogodne za duža krstarenja (5 – 10 dana). 

### Luksuzne jedrilice
Dužina luksuznih jedrilica kreće se od 25 do 50 (najveća dostupna ima 90) metara. U nekoliko desetljeća ove su jahte evoluirale iz jednostavno uređenih plovila u visoko luksuzna i sofisticirana plovila. Tijekom godina cijena izgradnje se snižava zbog novih materijala izgradnje (pr. stakloplastika te reduciranja troškova putem sistema masovne proizvodnje. 

## Motorne jahte

### Klasifikacija
- motorne jahte za jednodnevne izlete (bez kabine, niskobudžetne)
- motorne jahte za vikend izlete (jedna ili dvije kabine s osnovnom opremom)
- motorne jahte za krstarenje (više od 5 kabina, mogućnost višednevnog krstarenja)
- motorne jahte za sportski ribolov
- luksuzne motorne jahte (uglavnom veće od 30 metara, luksuzno opremljene te najčešće služe u nautičkom turizmu)

## Oprema
Gotovo sve jahte su opremljene najsuvremenijim sredstvima za navigaciju bez kojih bi plovidba bila gotovo nezamisliva, pa tako u opremu spadaju kompas, satelitski sustav za pozicioniranje, radar itd.
U obaveznu opremu spadaju i čamci za spašavanje koji su opremljeni sredstvima za preživljavanje na moru u slučaju havarije.

## Unutarnje uređenje
Jahte su obično uređene prema odgovarajućim standardima, ali često i prema željama samog vlasnika. Unutrašnjost jahte može biti mala i skučena, ali i vrlo prostrana, ovisno o njenoj veličini. Sve veće jahte imaju salone, spavaonice za vlasnika, goste i posadu, kuhinju, blagovaonicu, WC s kupatilima itd.

## Galerija
- Jedrilica
- Motorna jahta
- Jahta za sportski ribolov
- Jedrilice za sport

## Vanjske poveznice
- International Yacht and Maritime Training
- Professional Yachting Association
- Jahting klub Porto Montenegro  Arhivirana inačica izvorne stranice od 10. siječnja 2018. (Wayback Machine)
- Mala brodogradnja Hrvatska tehnička enciklopedija, portal hrvatske tehničke baštine. LZMK

- Nautički turizam Hrvatska tehnička enciklopedija, portal hrvatske tehničke baštine. LZMK